# Starý Hrozenkov
Starý Hrozenkov je obec v okrese Uherské Hradiště ve Zlínském kraji. Žije zde 788 obyvatel. Starý Hrozenkov je centrální obcí Moravských Kopanic.

## Název
Jméno vesnice bylo odvozeno od osobního jména Rozenek ne zcela jasného původu a znělo zprvu Rozenkov ("Rozenkův majetek"). Počáteční H- bylo připojeno buď vlivem podobnosti s obecným hrozn nebo šlo o čistě hláskový jev (H- se vkládalo před mnohá jiná jména začínající na R-). Někdy před rokem 1480 byla vesnice opuštěna, obnovena byla v 16. století pod jménem Vysoká Lhota, ale již během 16. století převládlo původní jméno. Přívlastek Starý se připojoval od první poloviny 19. století na odlišení od Nového Hrozenkova.

## Historie
První písemná zmínka o obci pochází z roku 1261. Ves byla osedlá ve 2. polovině 16. století, poté však zpustla. Po roce 1630 byla opět osazena obyvateli okolních samot.
V bitvě v Hrozenkovském průsmyku mezi valašskými portáši a Turky, která se odehrála 6. října 1663 nedaleko obce, padlo okolo 200 Valachů, a 2000–6000 Turků.

## Obyvatelstvo
| Rok            | 1869 | 1880 | 1890 | 1900 | 1910 | 1921 | 1930 | 1950 | 1961  | 1970 | 1980 | 1991 | 2001 | 2011 | 2021 |
| -------------- | ---- | ---- | ---- | ---- | ---- | ---- | ---- | ---- | ----- | ---- | ---- | ---- | ---- | ---- | ---- |
| Počet obyvatel | 758  | 742  | 813  | 881  | 907  | 930  | 875  | 913  | 1 035 | 941  | 979  | 812  | 859  | 914  | 764  |
| Počet domů     | 135  | 137  | 131  | 140  | 142  | 154  | 174  | 228  | 236   | 237  | 241  | 265  | 266  | 274  | 273  |

## Obecní správa
V letech 1869–1890 k obci patřily Vyškovec a Žítková.

### Obecní symboly
Znak a vlajka byly obci uděleny rozhodnutím předsedy Poslanecké sněmovny Parlamentu České republiky dne 17. května 1994.

## Pamětihodnosti
- Kostel Narození Panny Marie
- Kaplička u koupaliště
- Socha svatého Jana Nepomuckého
- Pomník lípy bratrství u hranice se Slovenskem

## Galerie

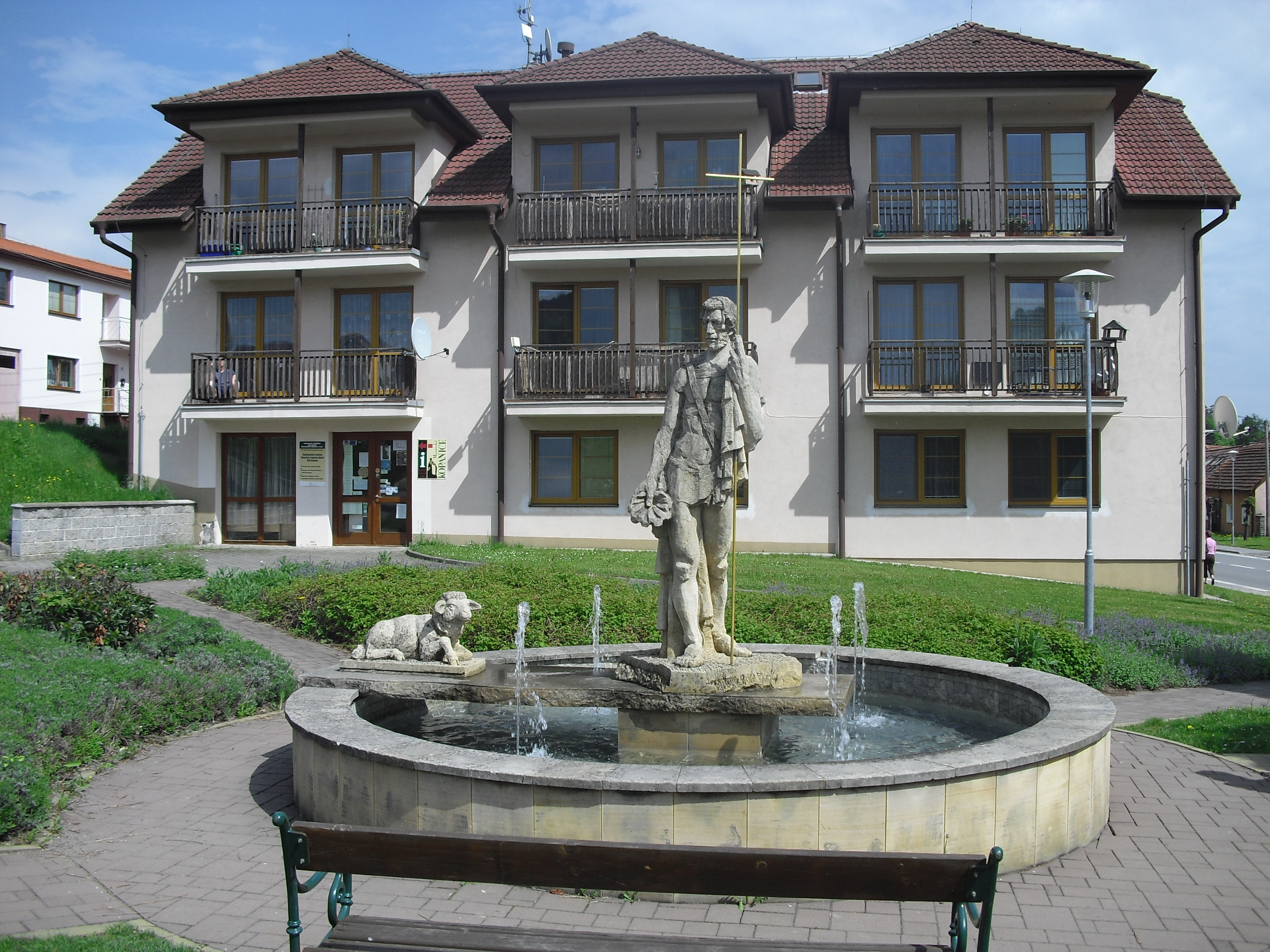
Kašna na návsi
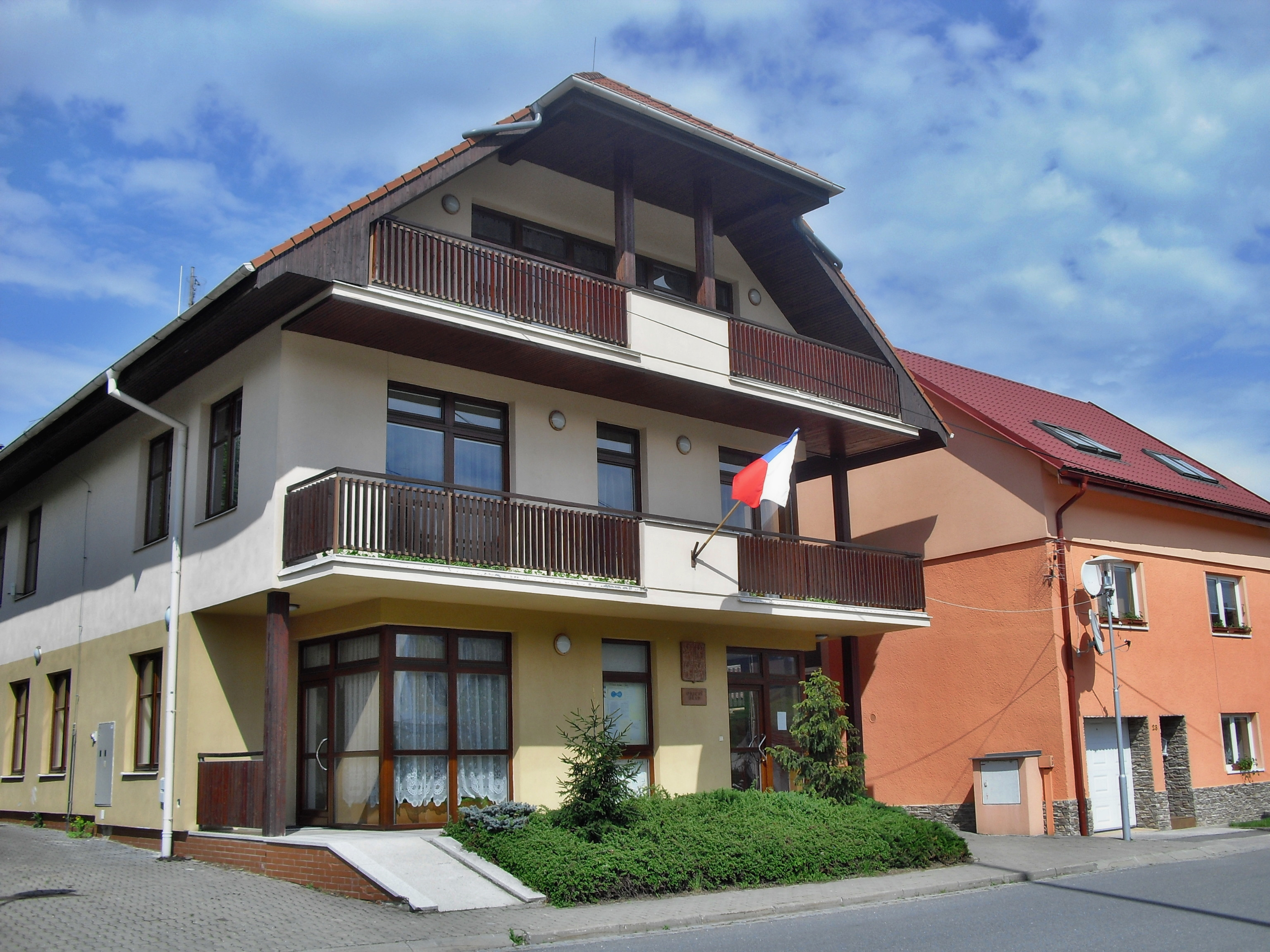
Obecní úřad
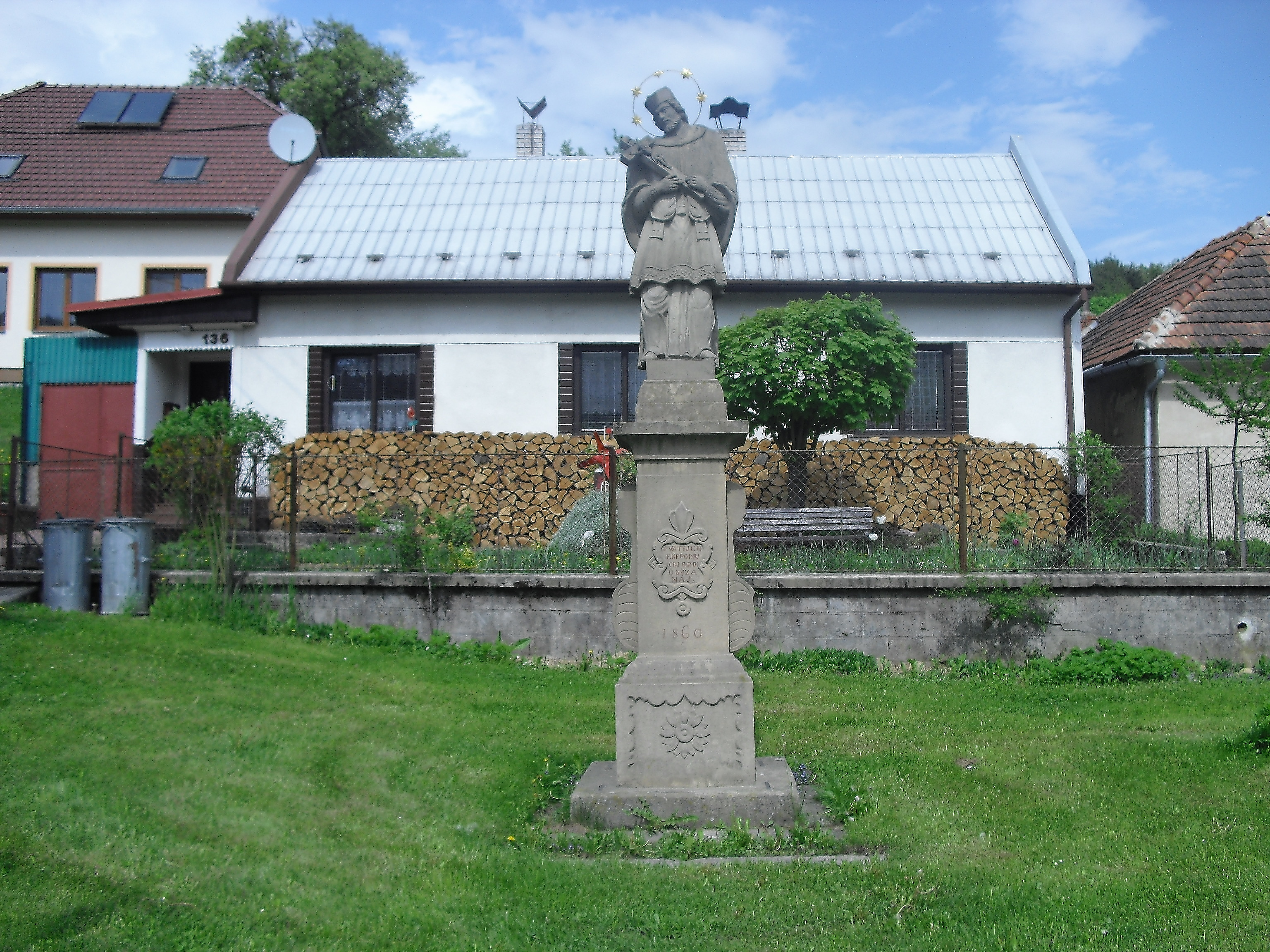
Socha svatého Jana Nepomuckého
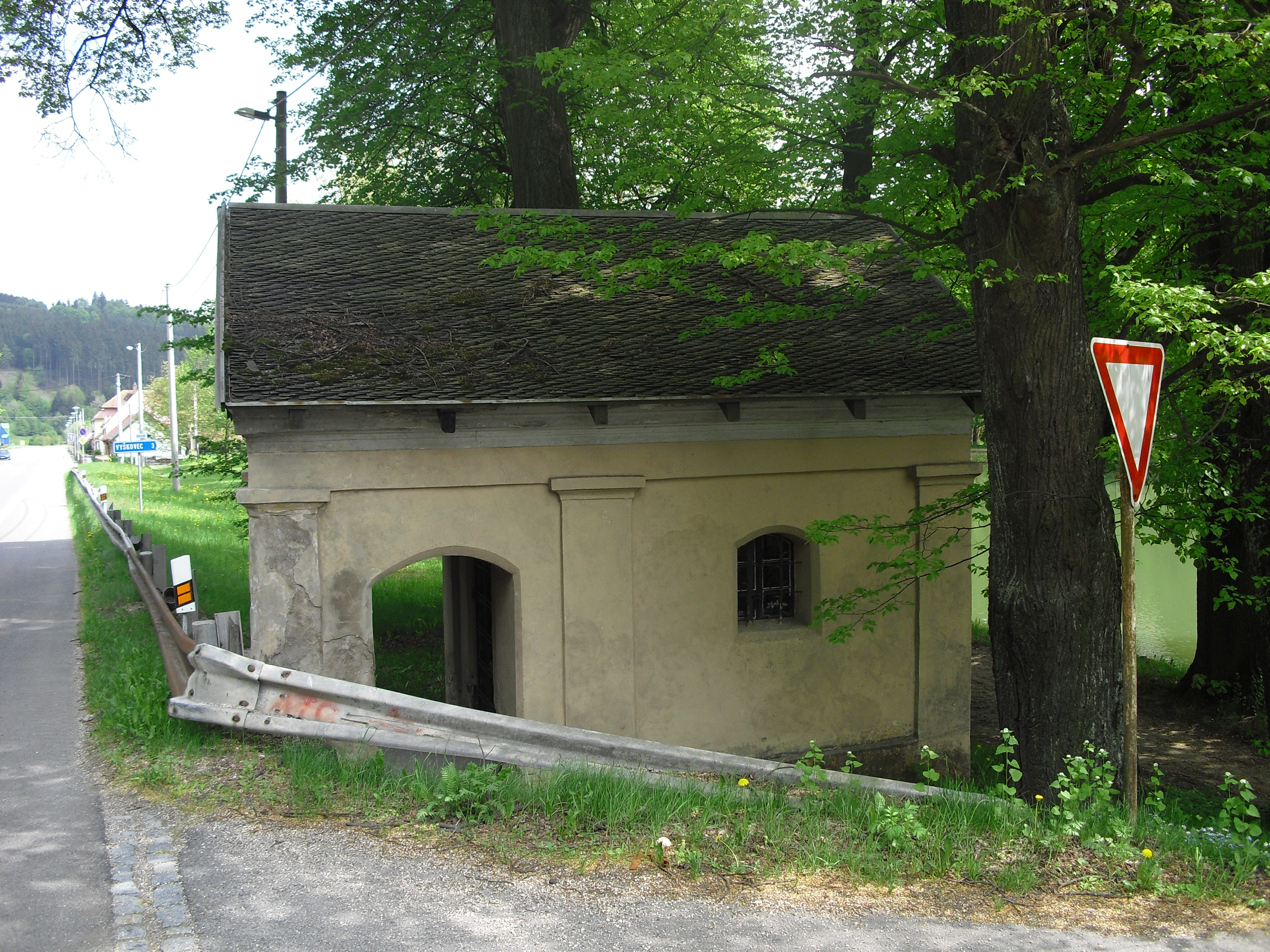
Kaplička u koupaliště
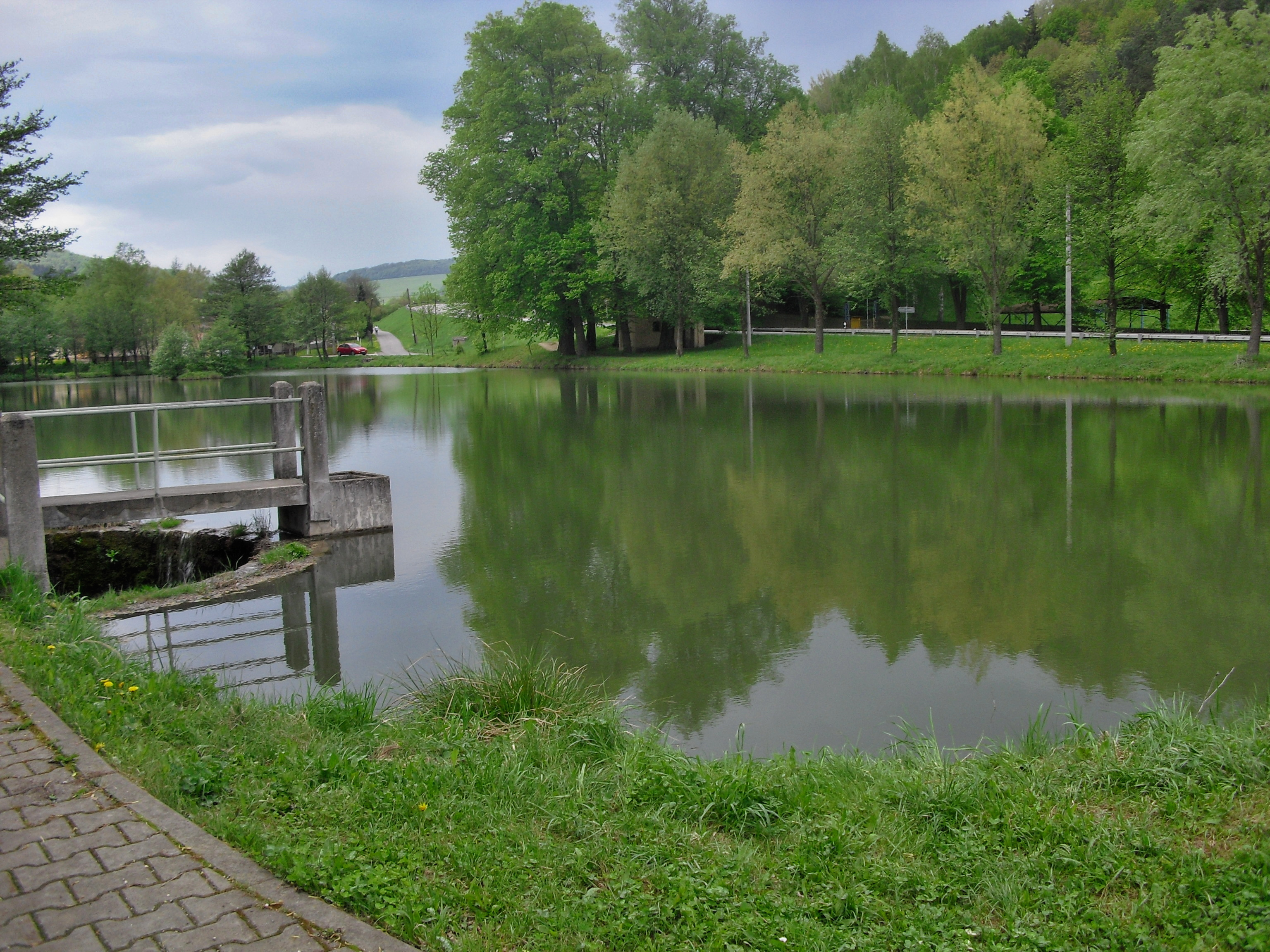
Rybník
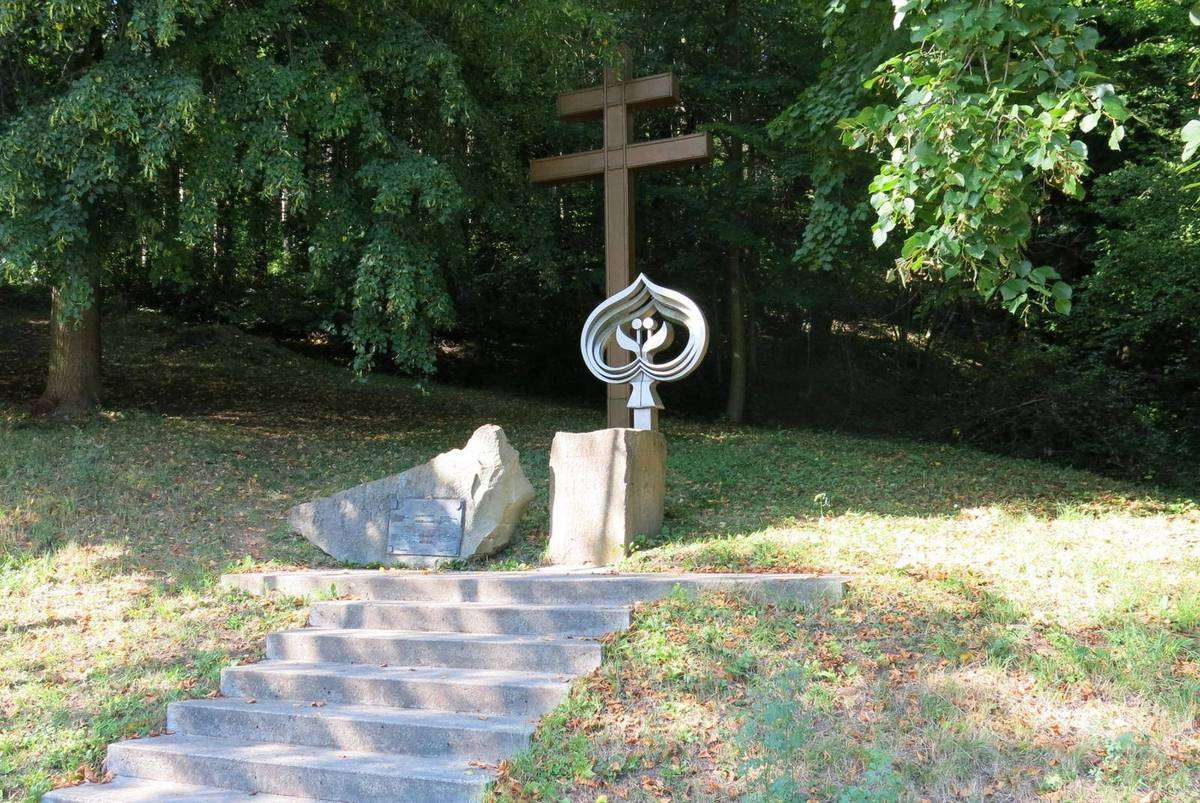
Pomník lípy bratrství u hranice se Slovenskem

## Partnerská města
- Darłowo, Polsko